# باره گلی
باره گلی (به انگلیسی: Bara Gali) یک منطقهٔ مسکونی در پاکستان است که در خیبر پختونخوا واقع شده‌است. باره گلی ۲٬۳۵۰ متر بالاتر از سطح دریا واقع شده‌است.